# Park Sung-hyun (Bogenschützin)
Park Sung-hyun (* 1. Januar 1983 in Incheon) ist eine südkoreanische Bogenschützin. Sie ist dreimalige Weltmeisterin mit der Mannschaft und gewann eine Weltmeisterschafts-Goldmedaille im Einzel. Bei den Olympischen Sommerspielen 2004 in Athen gewann sie sowohl im Einzel als auch mit der Mannschaft die Goldmedaille. Bei den Olympischen Sommerspielen 2008 konnte sie den Titel mit der Mannschaft verteidigen.

## Karriere
Park Sung-hyun nahm 2001 in Peking erstmals an einer Weltmeisterschaft teil und gewann bei ihrem Debüt gleich den Titel im Einzel und wurde zudem Dritte mit der Mannschaft. Zwei Jahre später bei der in New York City stattfindenden Weltmeisterschaften verpasste sie knapp die Titelverteidigung und gewann die Silbermedaille im Einzel. Mit der Mannschaft konnte sich Park Sung-hyun verbessern und den Titel gewinnen. Bei den Olympischen Sommerspielen 2004 in Athen wurde Park Sung-hyun Doppelolympiasiegerin, als sie sowohl das Einzel als auch die Mannschaftskonkurrenz gewann.
Nach den Olympischen Spielen 2004 folgten weitere Weltmeistertitel mit der Mannschaft, die sie 2005 in Madrid und 2007 in Leipzig gewann. In Madrid wurde sie zudem Dritte im Einzel, in Leipzig konnte sie Silber im Einzelwettbewerb gewinnen. 2007 konnte sich Park Sung-hyun zudem zwei Weltcup-Siege mit der Mannschaft in Antalya und Ulsan sichern. Beim Weltcup in Ulsan konnte sie zudem auch das Einzel gewinnen. 2008 erreichte sie in Antalya und Poreč jeweils den dritten Platz in der Einzelkonkurrenz im Weltcup. Bei den Olympischen Sommerspielen 2008 konnte sie den Titel mit der Mannschaft mit einem 224 zu 215 über China verteidigen. Park Sung-hyun trat zudem im Einzel an und überstand die Platzierungsrunde als Erste. In der ersten Runde schlug sie die Marokkanerin Khadija Abbouda und danach in der Runde der letzten 32 die Deutsche Anja Hitzler. Im Finale unterlag sie der Chinesin Zhang Juanjuan.